# اميد أباد العليا (درميان)
امید أباد العلیا (بالفارسية: عمیدآباد علیا) هي مستوطنة تقع في إيران في قسم درمیان الريفي. يقدر عدد سكانها بـ 24 نسمة .